# 문화다움
틀:출처: 사단법인 문화다움
문화다움은 세계화 및 문화산업 시대에 우리 문화와 예술을 올바르게 기획할 수 있는 전문인력의 직업 능력을 개발, 교육, 훈련하고 이에 필요한 문화예술기획관련 각종 조사, 연구를 목적으로 1998년 2월 13일 설립된 대한민국 문화체육관광부 소관의 사단법인이다. 사무실은 서울특별시 성북구 성북동 94-1 성북플라자 5층 (우: 110-809)에 있다.

## 주요 사업
- 문화예술기획 전문인력 양성을 위한 연구 개발 사업
- 문화예술기획의 직업능력개발 및 교육 훈련사업
- 문화산업 및 관광산업에 관한 연구기획 산업
- 문화예술기획 관련 국내외 문화예술 정보의 데이터베이스 구축
- 문화예술기획 및 문화프로그램 컨설팅